# 北春近村
北春近村（きたはるちかむら）は、かつて岐阜県山県郡に存在した村である。
現在の岐阜市東北部。春近古市場北、春近古市場南、中屋東、中屋西、茂地などが該当する。
村名は、かつてこの地域に存在した荘園、春近荘の北部の地域であることに由来する。

## 歴史
- 1889年（明治22年）7月1日 - 中屋村、古市場村、茂地村が合併し、北春近村になる。
- 1897年（明治30年）4月1日 - 南春近村と合併し、春近村発足。同日北春近村は廃止。